# Palais Cumberland

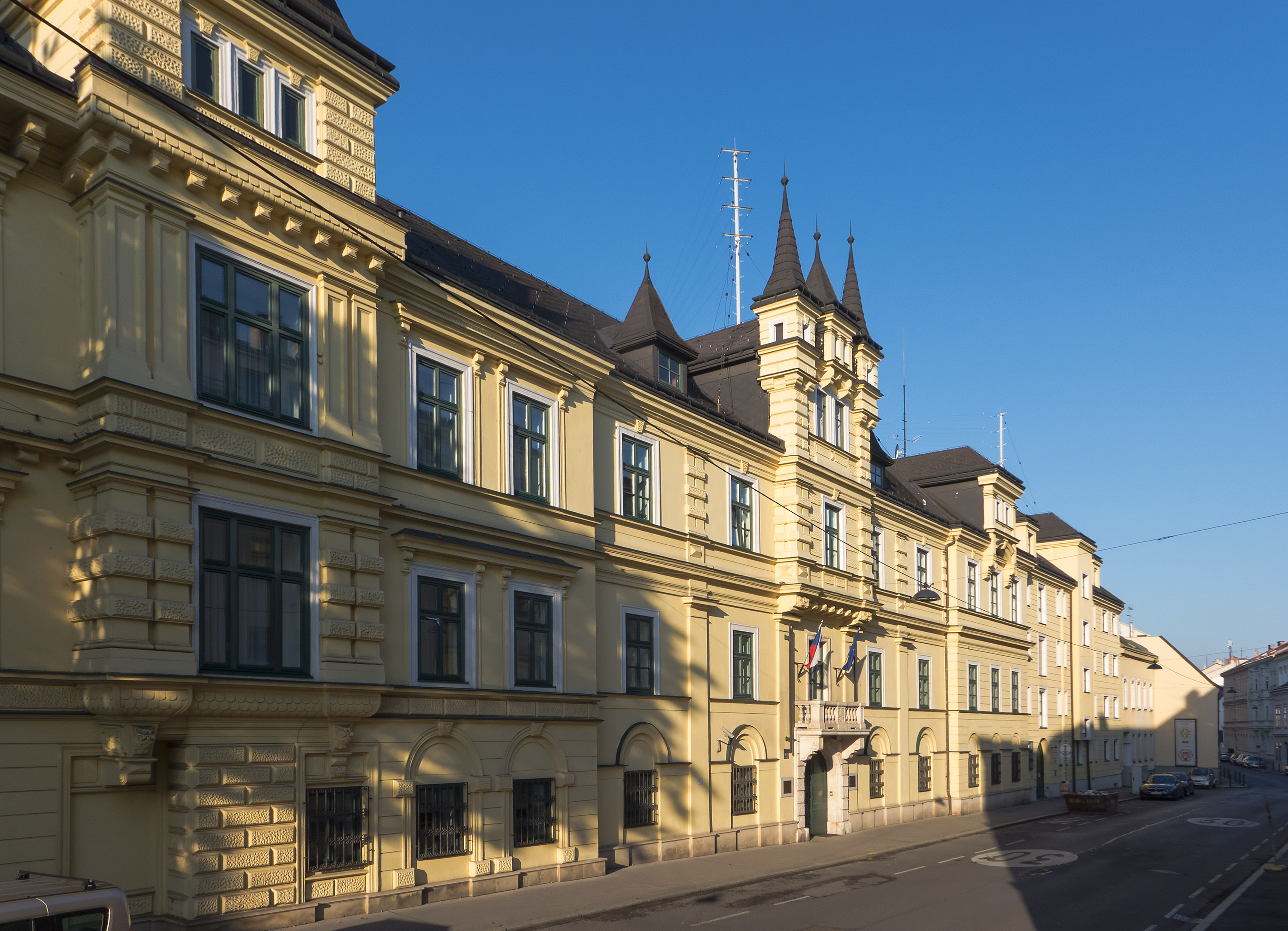
Palais Cumberland, tschechische Botschaft

Das Palais Cumberland ist ein Palais im Westen Wiens und Sitz der Tschechischen Botschaft in Wien. Der Prachtbau liegt im 14. Bezirk Penzing, an der Penzinger Straße 11–13.

## Geschichte
Ursprünglich befanden sich drei Häuser im Bereich der heutigen Hausnummern 9 und 11, bis der 1730 aus Lissabon an den Wiener Hof gekommene, spätere Hofbaudirektor Emanuel Teles de Silva auf dem Grundstück Hausnummer 9 im Jahre 1745 ein Palais erbauen ließ. Dies wurde wenig später der Wohnsitz von Prinz Karl von Lothringen. Die Familie Silva baute nebenan auf Hausnummer 11 ein neues Palais. 1866 kam König Georg V., 2. Herzog von Cumberland, auf der Flucht nach Wien. Hier erwarb er 1868 beide Gebäude. Zusätzlich wurde das kaiserliche Jägerhaus auf der Hausnummer 13 noch gekauft und zum Exilsitz umgebaut. 1878 starb der blinde König Georg V. von Hannover in Paris und wurde in London beerdigt. 
Sein Sohn Ernst August, 3. Herzog von Cumberland ließ bereits vor dem Tode seines Vaters in Gmunden am Traunsee das prachtvolle Schloss Cumberland als Exilsitz im damals modischen neugotischen Stil bauen und nahm die Welfen-Sammlung mit. 
Am östlichen Ende des Cumberlandpalais hatte 1758 Maria Theresia die Penzinger Kaserne als Kavalleriekaserne errichten lassen. 1839/1840 wurde diese Kaserne abgerissen. Das ehemalige Exerziergelände der Kaserne bildete nach 1841 den Garten des Palais.
Nach Ende des Ersten Weltkriegs und dem Zerfall der Habsburgermonarchie zog 1921 in das Gebäude mit Hausnummer 11–13 die Botschaft der Tschechoslowakischen Republik. Heute ist hier der Sitz der Botschaft der Tschechischen Republik. In den Teil des Palais mit Hausnummer 9 zog 1940 das Max-Reinhardt-Seminar, die berühmte Schauspielschule.